# Amanda Tapping
Amanda Tapping (Rochford, 28 agosto 1965) è un'attrice canadese.
È nota soprattutto per la sua partecipazione alla serie televisiva di fantascienza Stargate SG-1 e come protagonista della serie Sanctuary.

## Biografia
Nata in Inghilterra, nell'Essex, all'età di tre anni si è spostata con la sua famiglia in Ontario, Canada. Ha tre fratelli, 2 più grandi di lei e un gemello. Dopo il diploma alla North Toronto High School, ha continuato a studiare all'Università di Windsor, una scuola di arti drammatiche a Windsor nell'Ontario. Dal 2004 vive con suo marito Alan Kovacs a Vancouver, Columbia Britannica. Ha una figlia, Olivia B., nata il 22 marzo 2005, e un bouvier des flandres. È un'orgogliosa portavoce dell'UNICEF.

## Carriera
Dopo la laurea ha continuato a studiare arti teatrali, mentre effettuava diversi stage di produzione. È apparsa in diversi annunci pubblicitari ed ha interpretato vari ruoli in televisione, come Oltre i limiti e X-Files. Ha anche creato il gruppo teatrale Random Acts.

### Stargate
È diventata famosa per aver interpretato il Ten.Col. Samantha Carter nella serie televisiva di fantascienza Stargate SG-1, che ha debuttato nel 1997. È sempre stata nel cast regolare per tutte le 10 stagioni della serie.
Nel 2004 ha esordito come regista in Stargate SG-1, dirigendo l'episodio Resurrezione.
È nel cast del film Stargate: L'arca della verità (2008) e Stargate: Continuum (2008). Nello stesso anno è entrata a far parte del cast fisso di Stargate Atlantis, spin-off di Stargate SG-1. A causa dei bassi ascolti la serie terminerà alla fine della quinta stagione e saranno prodotti dei direct-to-video per continuare la storia, in cui forse apparirà anche la stessa Amanda Tapping.

### Sanctuary
Dal 2007 al 2011 è stata protagonista della serie televisiva Sanctuary, in cui ha interpretato il ruolo di Helen Magnus. La serie è stata cancellata da Syfy il 21 maggio 2012, dopo una webserie e quattro stagioni trasmesse.

## Premi
- Un Saturn Award per Stargate SG-1.
- Tre Leo Awards per Stargate SG-1.
- Un Canadian Comedy Award nel 2007 come Miglior attrice per il corto Breakdown.

## Filmografia

### Cinema
- The Donor, regia di Damian Lee (1995)
- Ore piccole (Booty Call), regia di Jeff Pollack (1997)
- The Void - Allarme nucleare (The Void), regia di Gilbert M. Shilton (2001)
- Stuck, regia di Lindsay Bourne (2002)
- Una vita quasi perfetta (Life or Something Like It), regia di Stephen Herek (2002)
- Breakdown, regia di John Bolton - cortometraggio (2006)
- Stargate: L'arca della verità (Stargate: The Ark of Truth), regia di Robert C. Cooper (2008)
- Stargate: Continuum, regia di Martin Wood (2008)
- Dancing Trees, regia di Anne Wheeler (2009)
- Space Milkshake, regia di Armen Evrensel (2012)
- Random Acts of Romance, regia di Katrin Bowen (2012)
- Kid Cannabis, regia di John Stockwell (2014)
- Levels, regia di Adam Stern (2024)

### Televisione
- Street Legal – serie TV, episodio 6x02 (1991)
- E.N.G. - Presa diretta (E.N.G.) – serie TV, episodio 4x16 (1993)
- Forever Knight – serie TV, episodio 2x23 (1995)

- Degree of Guilt, regia di Mike Robe – film TV (1995)
- Bambini a noleggio (Rent-a-Kid), regia di Fred Gerber – film TV (1995)
- Net Worth, regia di Jerry Ciccoritti – film TV (1995)
- Side Effects – serie TV, episodio 2x13 (1996)
- Piccoli brividi (Goosebumps) – serie TV, episodio 1x14 (1996)
- Due South - Due poliziotti a Chicago (Due South) – serie TV, episodio 2x10 (1996)
- Lisa ha visto l'assassino (The Haunting of Lisa), regia di Don McBrearty – film TV (1996)
- Kung Fu: la leggenda continua (Kung Fu: The Legend Continues) – serie TV, episodi 2x04-4x06 (1994-1996)
- X-Files (The X-Files) – serie TV, episodio 3x21 (1996)
- Golden Will: The Silken Laumann Story, regia di Eric Till – film TV (1996)
- Dolci ricordi (Remembrance), regia di Bethany Rooney – film TV (1996)
- The Newsroom – serie TV, episodio 1x02 (1996)
- Figlia e ribelle (What Kind of Mother Are You?), regia di Noel Nosseck – film TV (1996)
- Tucker e Becca, nemici per la pelle (Flash Forward) – serie TV, 6 episodi (1997)
- Oltre i limiti (The Outer Limits) – serie TV, episodio 4x13 (1998)
- Millennium – serie TV, episodio 3x10 (1999)
- Blacktop, regia di T.J. Scott – film TV (2000)
- Traffic – miniserie TV, 3 puntate (2004)
- La leggenda di Earthsea (Earthsea) – miniserie TV, 2 puntate (2005)
- La vendetta ha i suoi segreti (Engaged to Kill), regia di Matthew Hastings – film TV (2006)
- Stargate SG-1 – serie TV, 211 episodi (1997-2007) - Samantha Carter
- Stargate Atlantis – serie TV, 25 episodi (2005-2009) - Samantha Carter
- Riese (Riese: Kingdom Falling) – webserie, 10 puntate (2009-2010) - narratrice
- Stargate Universe – serie TV, episodi 1x01-1x19 (2009-2010)
- Sanctuary – serie TV, 67 episodi (2007-2011) - Dr.ssa Helen Magnus
- Due madri per una figlia (Taken Back: Finding Haley), regia di Mark Jean – film TV (2012)
- Motive – serie TV, episodio 1x13 (2013)
- Package Deal – serie TV, episodi 2x05-2x09 (2014)
- Killjoys – serie TV, episodio 1x07 (2015)
- Supernatural – serie TV, 10 episodi (2012-2018)
- Travelers – serie TV, 5 episodi (2017-2018)
- Motherland: Fort Salem – serie TV, episodio 3x10 (2022)

### Regista
- Family for Christmas – film TV (2015)

## Doppiatrici italiane
Nelle versioni in italiano delle opere in cui ha recitato, Amanda Tapping è stata doppiata da:
- Rossella Acerbo in Stargate SG-1, Stargate Atlantis
- Roberta Pellini in Supernatural, Travelers
- Giò Giò Rapattoni in X-Files
- Rosalba Caramoni in Sanctuary
- Roberta Paladini in Motive